# Metarbelodes ngazidya
Metarbelodes ngazidya är en fjärilsart som beskrevs av Pierre E.L. Viette 1981. Metarbelodes ngazidya ingår i släktet Metarbelodes och familjen träfjärilar. Inga underarter finns listade i Catalogue of Life.